# Oscar Levant
Oscar Levant   (Pittsburgh, 27 de desembre de 1906 - Beverly Hills, 14 d'agost de 1972) va ser un pianista, compositor, director d'orquestra, autor, panelista de programes de ràdio, presentador de programes de televisió, còmic i actor nord-americà. Va tenir papers a les pel·lícules Rhapsody in Blue (1945), The Barkleys of Broadway (1949), An American in Paris (Un americà a París, 1951) i The Band Wagon (Melodies de Broadway, 1953). Va ser guardonat amb una estrella al Passeig de la Fama de Hollywood el 1960 pels enregistraments amb les seves actuacions de piano. Va ser interpretat per Sean Hayes a l'obra de Broadway, Good Night, Oscar, escrita per Doug Wright. Levant va aparèixer com ell mateix a la pel·lícula biogràfica de Gershwin Rhapsody in Blue (1945).

## Biografia
Levant va néixer a Pittsburgh, Pennsilvània, Estats Units, el 1906, i era fill del jueu ortodox Max, un rellotger, i d'Annie, que va emigrar de Rússia. Els pares de Llevant els va casar amb el pare de la seva mare, que era rabí.
Levant es va traslladar a Nova York el 1922. Va començar a estudiar amb Zygmunt Stojowski. El 1925, Levant va aparèixer amb Ben Bernie en un curtmetratge sonor, Ben Bernie and All the Lads, fet a la ciutat de Nova York amb el sistema de so de pel·lícula De Forest Phonofilm. A la dècada de 1920, Levant va gravar amb la Ben Bernie Orchestra.

## Carrera
Levant va viatjar a Hollywood el 1928, on la seva carrera va donar un gir a millor. Durant la seva estada, va conèixer i es va fer amic de George Gershwin. De 1929 a 1948, Levant va compondre la música de més de vint pel·lícules. Durant aquest període, també va escriure o co escriure nombroses cançons populars que van fer l'hit parade, la més destacada és "Blame It on My Youth" (1934), actualment considerada un estàndard.
Levant va començar a compondre seriosament al voltant de 1932. Va estudiar amb Arnold Schoenberg i va impressionar prou a Schoenberg com per oferir-li fer d'assistent (que va rebutjar, considerant-se no qualificat). Aquests estudis formals van portar a una sol·licitud d'Aaron Copland per tocar al Yaddo Festival de música contemporània nord-americana el 30 d'abril d'aquell any. Amb èxit, Levant va començar a compondre una nova obra orquestral, una sinfonietta.
Levant va debutar com a director musical l'any 1938 a Broadway, substituint el seu germà Harry en seixanta-cinc representacions de The Fabulous Invalid de George S. Kaufman i Moss Hart. El 1939, va tornar a treballar a Broadway com a compositor i director de The American Way, una altra producció de Kaufman i Hart. Era un pianista talentós i era conegut per les seves obres gravades de Gershwin i nombrosos compositors clàssics. Durant una època de la dècada de 1940, va ser el concertista de concert més ben pagat dels Estats Units.

A més, en aquest moment, Levant s'estava fent conegut pel públic nord-americà com un dels panelistes habituals del programa de preguntes de ràdio "Information Please". Inicialment programat com a panelista convidat, Levant va demostrar ser tan ràpid i popular que es va convertir en un habitual del programa a finals dels anys 30 i 40, juntament amb els seus col·laboradors Franklin P. Adams i John Kieran i el moderador Clifton Fadiman. "Mr. Levant", com sempre se l'anomenava, sovint es va desafiar amb preguntes musicals, i va impressionar el públic amb la seva profunditat de coneixement i facilitat amb una broma. Kieran va elogiar a Levant per tenir un "geni positiu per fer comentaris contundents que no haurien pogut ser més nítids si els hagués perfeccionat una setmana en la seva ment. L'Oscar sempre va ser bo per a una resposta brillant amb àcid". Exemples. inclouen
| « | "Vaig conèixer a Doris Day abans que fos verge", "Crec que molts Bernstein, però no tant com ell" i (després que Marilyn es convertís al judaisme quan es va casar amb el dramaturg Arthur Miller), "Ara que Marilyn Monroe és kosher, Arthur Miller se la pot menjar". | » |

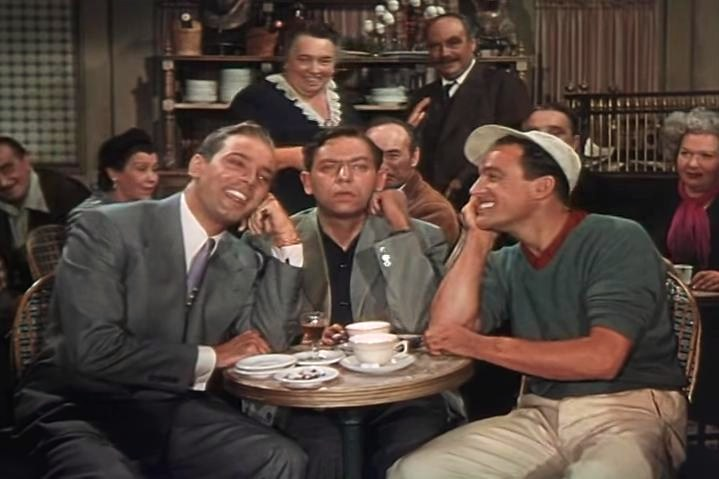
Georges Guétary, Levant, i Gene Kelly a An American in Paris (1951)

Levant va aparèixer en llargmetratges, a partir de la dècada de 1920 fins a mitjans dels anys 50, sovint interpretant un pianista o compositor. Va tenir papers secundaris als musicals de Metro-Goldwyn-Mayer The Barkleys of Broadway (1949), protagonitzats per Fred Astaire i Ginger Rogers; Un americà a París (1951), protagonitzada per Gene Kelly; i The Band Wagon (1953), protagonitzada per Astaire i Cyd Charisse. Oscar Levant va aparèixer regularment al "Kraft Music Hall" de la ràdio NBC, protagonitzat pel cantant Al Jolson. No només va acompanyar a Jolson al piano amb cançons clàssiques i populars, sinó que sovint feia broma i feia a la casualitat amb Jolson i els seus convidats. Això incloïa esbossos de comèdia. Els seus vincles individuals amb George Gershwin (Jolson va presentar "Swanee" de Gershwin), sens dubte van tenir molt a veure amb la seva relació. Tant Levant com Jolson van aparèixer com ells mateixos a la pel·lícula biogràfica de Gershwin Rhapsody in Blue (1945).
A principis de la dècada de 1950, Levant va ser un panelista ocasional al programa de jocs de ràdio i televisió de la NBC Who Said That?. Levant va acollir un programa de tertúlies a KCOP-TV a Los Angeles entre 1958 i 1960, "The Oscar Levant Show", que més tard es va distribuir. Va incloure el seu piano tocant juntament amb monòlegs i entrevistes amb convidats com Fred Astaire i Linus Pauling. Se sap que han sobreviscut enregistraments complets de només dos espectacles, un amb Astaire, que va pagar perquè es fes una gravació amb cinescopi de l'emissió perquè pogués avaluar la seva actuació.

## Vida personal
Llevant es va casar amb l'actriu Barbara Woodell el 1932. La parella es va divorciar el 1933. El 1939, Levant es va casar amb la cantant i actriu June Gale (de soltera Doris Gilmartin), una de les germanes Gale. Van tenir tres filles, Marcia, Lorna i Amanda.
Levant va parlar públicament de les seves neurosis i hipocondria. Levant es va convertir en addicte als medicaments amb recepta i va ser internat a hospitals psiquiàtrics per la seva dona.

## Mort

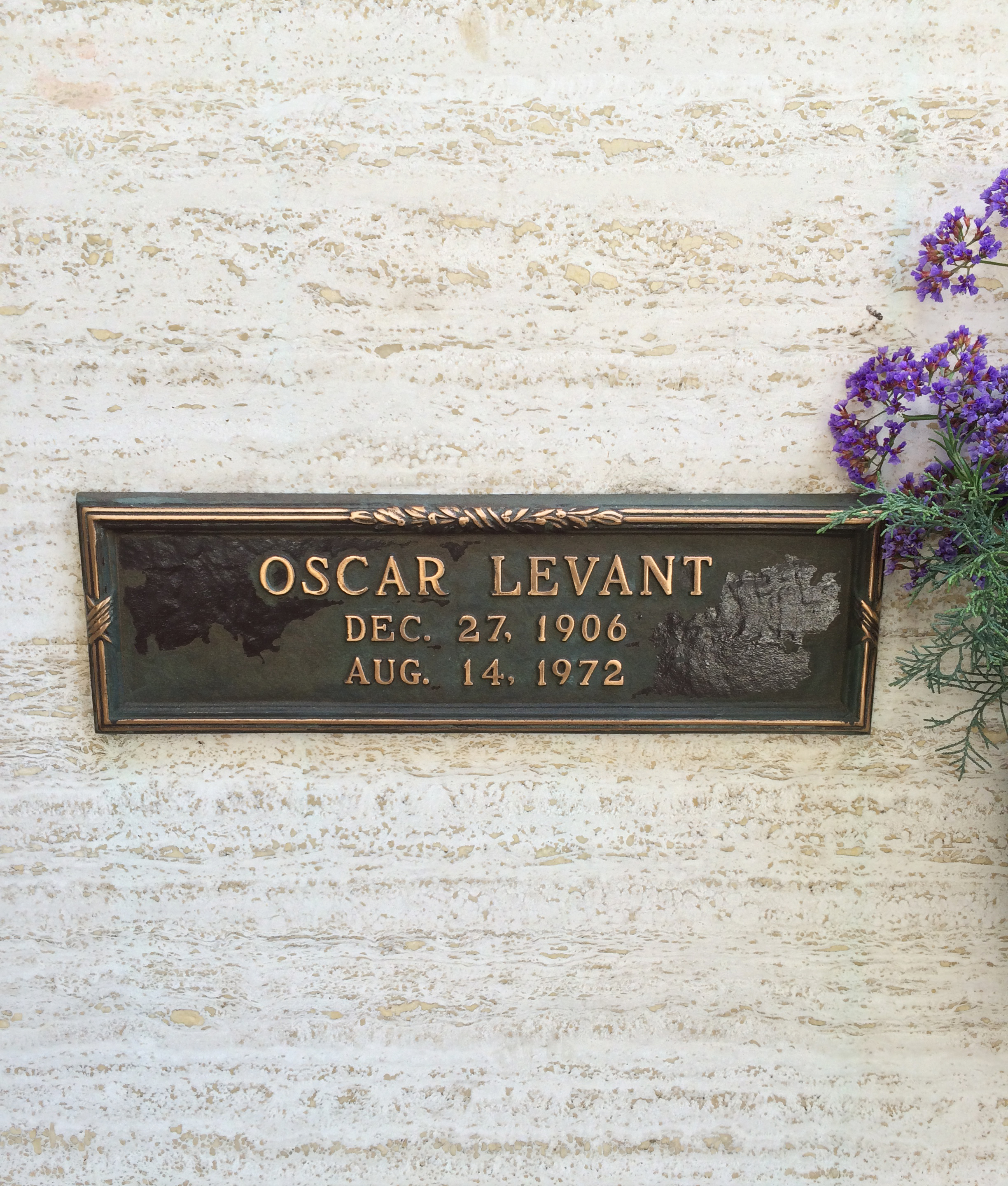
Cripta d'Oscar Levant al Westwood Memorial Park

L'agost de 1972, Levant va morir d'un atac de cor a la seva casa de Beverly Hills, Califòrnia, als 65 anys. El cos de Levant va ser descobert per la seva dona, June, quan el va trucar per a una entrevista amb Candice Bergen, que aleshores estava treballant. com a fotoperiodista. Bergen havia fet fotos de Llevant en una visita anterior, una de les quals va ser publicada a les seves memòries, Knock Wood.
Levant està enterrat al cementiri Pierce Brothers Westwood Village Memorial Park de Los Angeles.

## Llegat
L'actor John Garfield va utilitzar Levant com a model quan va crear el personatge del geni amb problemes Mickey Borden a la pel·lícula de 1938 Four Daughters. Levant va ser la inspiració del pianista neuròtic i sonat Henry Orient a la novel·la de Nora Johnson The World of Henry Orient (1964).
L'abril de 2023, es va estrenar a Broadway una obra sobre la vida de Levant escrita pel guanyador del premi Pulitzer Doug Wright. L'obra, Good Night, Oscar, es va estrenar al Belasco Theatre i va protagonitzar-la Sean Hayes, que va rebre un premi Tony al millor actor en una obra per la seva interpretació. Good Night, Oscar, va ser una versió de ficció d'un esdeveniment real de la vida de Levant, quan se li va concedir un permís de quatre hores d'un hospital psiquiàtric per permetre-li aparèixer a The Tonight Show.

## Crèdits d'actuació
- Ben Bernie and All the Lads (1925) com ell mateix (a De Forest phonofilm)
- The Dance of Life (1929) com Jerry Evans
- Night Parade (1929) com Ann Pennington com a piano acompanyant (sense acreditar)
- In Person (1935)
- Charlie Chan at the Opera (1936) (va compondre música per a l'òpera cinematogràfica)
- Rhythm on the River (1940) com Billy Starbuck
- Kiss the Boys Goodbye (1941) com Dick Rayburn aka Oscar
- Rhapsody in Blue (1945) com ell mateix
- Humoresque (1946) com Sid Jeffers
- You Were Meant for Me (1948) com Oscar Hoffman
- Romance on the High Seas (1948) com Oscar Farrar (primera pel·lícula de Doris Day.)
- The Barkleys of Broadway (1949) com Ezra Millar
- Un americà a París (1951) com Adam Cook, pianista bohemi
- O. Henry's Full House (1952) com Bill Peoria (The Ransom of Red Chief)
- The I Don't Care Girl (1953) com Charles Bennett
- The Band Wagon (1953) com Lester Marton, basat en Adolph Green
- The Cobweb (1955) com Mr. Capp

## Televisió
- The Oscar Levant Show (1958–1960, TV sèries)
- Jack Benny Program (1958, TV Sèries) com ell mateix
- The Tonight Show organitzat per Jack Paar (principis de la dècada de 1960)
- The Joey Bishop Show (1964, TV sèries) com ell mateix
- Merv Griffin Show (1965, TV sèries) com ell mateix

## Teatre

### Theatre
- Burlesque (1927) – musical play – performer[28]
- Ripples (1930) – musical – co-composer[29]
- Sweet and Low (1930) – musical revue – songwriter[30]
- The Fabulous Invalid (1938) – musical play – replacement conductor[31]
- The American Way (1939) – musical play – conductor and composer[32]

## Cites
Un altre exemple de la seva repartée:
- "It's not what you are; it's what you don't become that hurts."[33][34]